# 守忠
守忠（1822年—？），字進廷、遂庵，号蓉先、蓉仙，胡氏，汉军正蓝旗人（属正蓝旗汉姓满洲旗人）。清朝官员，进士出身，清代书法家。

## 生平
咸丰元年辛亥（1851）顺天乡试科举人，同治二年癸亥（1863）恩科进士。由廪膳生官玉碟馆誊录官，直隶易州训导、东光县教谕，世袭云骑尉，同治六年（1867）以知府衔选用直隶州湖南沅陵县知县，又属湖南宜章縣（今属郴州市）知县；历任同治六年（1867）丁卯科、九年（1870）庚午科、光绪二年（1876）丙子科、五年（1879）己卯科湖南乡试同考官。同治七年，重修沅陵县学（载曾国荃《湖南通志》卷65）。
任职湖南时，与郭嵩焘多有交往；郭嵩焘在其日记中称守忠为“守蓉仙”；守忠曾撰写《新宁县志序》；“守蓉仙从弟多子受（多祉，其胞兄光緒二年（1876年）丙子恩科进士胡俊章）请为题主，裕蓉坪（正黄旗汉军裕庆，湖南衡州府、长沙府知府，督办湖南第一家机械工厂——宝善成机器制造公司，生产出湖南第一批电灯）、恩小农（正黄旗满洲、道光己亥科举人恩荣，湖南沅江县、临湘县知县，编修并序《临湘县志》十三卷首一卷末一卷，同治十一年（1872）刻本；恩荣妻侄子、咸豐十年（1860年）庚申恩科进士覺羅松阿達）为陪宾，黄荃生呈阅仪节”（据《郭嵩焘全集》，2012）。
清代书法家，以工书有名于时（据《中国美术家大辞典》）。湘军将领曾国荃的两子均师从守忠学习（据《曾国荃全集》第五册，2008）。

## 著作
- 修《沅陵县志》五十卷首一卷（同治十二年（1873）刊本，并有光绪二十八年 （1902）重印本）。[2]
- 续修并序《石虎山武陵侯志》十八卷首一卷（清光绪元年（1875）刻本，现藏哈佛大学图书馆）。坐落于湖南宜章县石虎山的武陵侯祠，因奉祀唐朝都统黄师浩而命名，黄师浩百战百克，身殉国难，追封武陵侯，历朝历代均对黄师浩嘉封，清咸丰九年列入国家祀典，咸丰九年五月初七敕封“灵应”神牌。《石虎山武陵侯志》录有守忠的一副武陵侯庙楹联：“山在神即在，终古悠悠不移此节；唐亡侯未亡，声灵赫赫永庇斯邦”。

## 家族
（关于守忠家族更早的祖辈，见其堂伯胡氏吉惠 (道光进士)篇）
- 曾祖明林（c.1750s-?）（乾隆、嘉庆朝），庠生、乾隆四十四年（1779）己亥科武举人，时隶内务府镶黄旗汉军佐领巴寧阿下（据《钦定八旗通志：武举》卷110；巴寧阿隶内务府正白旗汉军，曾任内务府镶黄旗第五㕘领第五旗鼓佐领（康熙三十四年编立），后任两淮盐政、总管内务府大臣，其胞姊汪氏封乾隆帝之惇妃；旗人进士高鹗于乾隆五十三年（1788年）顺天乡试中举时，亦隶内务府镶黄旗第五㕘领第五旗鼓佐领巴寧阿下）。曾祖母崔氏（父崔明禮）。胞兄翼林，廪生。
- 祖父孝凝（c.1770s-？），乾隆六十年乙卯（1795）顺天乡试科举人，改隶正蓝旗汉军，任福建漳浦县知县、福州府通判。祖母王氏（c.1770s-？，胞兄汉军旗繼昌、瑞昌（c.1760s-?）、德昌，父王亮）。据现代红学研究，旗人进士高鹗于乾隆四十七年（1782）壬寅秋天为其友、汉军旗布衣诗人王瑞昌（字泠邨、冷村）的《操缦堂诗稿》作跋，同时又作诗歌《秋日同兆挹波、王冷村登蓟门亭》（载盛昱、楊鍾羲《八旗文経》卷23，《高鹗诗文集》、楊鍾羲《雪橋詩話》卷9、《胡適文選》、《吳世昌全集》）；因高鹗中举人时（1788）与守忠的祖父明林同隶内务府镶黄旗第五㕘领第五旗鼓佐领巴寧阿下，明林的儿媳兄王瑞昌可能与高鹗的青年诗友王瑞昌系同人。
- 父增喜（c.1795-1853），廪生，湖北沔阳州（今仙桃市）州判。咸豐二年（1852）十月調省派充撫署巡捕官，指导防堵并管帶團練義勇；咸豐二年十二月初四（1853年1月12日）太平军攻陷武昌，與城眾寡不敵，力竭捐躯，其妻並兩女自縊殉難；追授世袭雲騎尉，加贈都察院經歷衔（载《光緖朝硃批奏摺》、陳瑞珍《湖北節義錄》）；与增喜及妻女同时同地殉难的有湖北巡抚常大淳父子（据陳徽言《武昌紀事》）。母楊氏（父汉军旗楊如玉，胞兄際華、際芳、際塘、際苞）。
- 堂伯增祿，道光丁未进士；吉惠 (道光进士)，道光庚戌进士[3]。
- 胞弟守正，咸丰六年丙辰（1856）进士[4]；守仁。
- 从堂弟胡俊章，光绪丙子恩科进士。
- 两胞姊妹胡氏，于咸豐二年十二月初四（1853年1月12日）与父母同时殉难于湖北武昌。
- 妻毛氏。其父汉军旗毛登輝，胞叔德昌，胞兄毓琮。